# 小行星7065
小行星7065（英語：7065）是一颗围绕太阳公转的小行星。1992年8月2日，亨利·E·霍爾特在帕洛马山发现了此天体。
这颗小行星的绝对星等为176.2073212620109等。